# Smicksburg
Smicksburg är en kommun av typen borough i Indiana County i Pennsylvania. Vid 2010 års folkräkning hade Smicksburg 46 invånare.